# Claire Keegan
Claire Keegan (Condado de Wicklow, 1968) é uma escritora Irlandesa conhecida pelos seus contos, que foram publicados em revistas como o The New Yorker, Best American Short Stories, Granta, e The Paris Review.

## Biografia
Nasceu em County Wicklow em 1968.
O seu primeiro livro de contos, Antarctica (1999), venceu o Rooney Prize for Irish Literature e o William Trevor Prize. Acolher venceu a edição de 2009 do Davy Byrnes Short Story Award. Uma versão mais longa do conto foi publicada pela Faber and Faber e, em Portugal, pela Relógio D'Água. 
Em 2021, Keegan publicou, Pequenas Coisas Como Estas, finalista do Booker Prize.